# Mont Saint-Michel (massif des Bauges)
Pour les articles homonymes, voir Mont Saint-Michel (homonymie).
Le mont Saint-Michel est un sommet du massif des Bauges qui domine Challes-les-Eaux, dans le département de la Savoie, en France. Il culmine à 895 mètres.
Une chapelle, dédiée à l’archange saint Michel, est située à son sommet et visible à plusieurs kilomètres.
Ce lieu offre un panorama sur les villages environnants, et fait l’objet d’une occupation humaine depuis au moins le IIIe millénaire av. J.-C.

## Éléments du site et de ses environs
- La chapelle Saint-Michel, construite à la fin du XIXe siècle et inaugurée en 1871.
- Les ruines de l’ancienne chapelle, dont la présence est attestée dès le Moyen Âge, mais qui a peut-être été précédé par un temple romain dédié à Mars, dieu de la guerre.
- La Ferme des Résistants, utilisé par les résistants du maquis de Barby-Curienne s’est installé en 1941.
- La Grotte des fées.

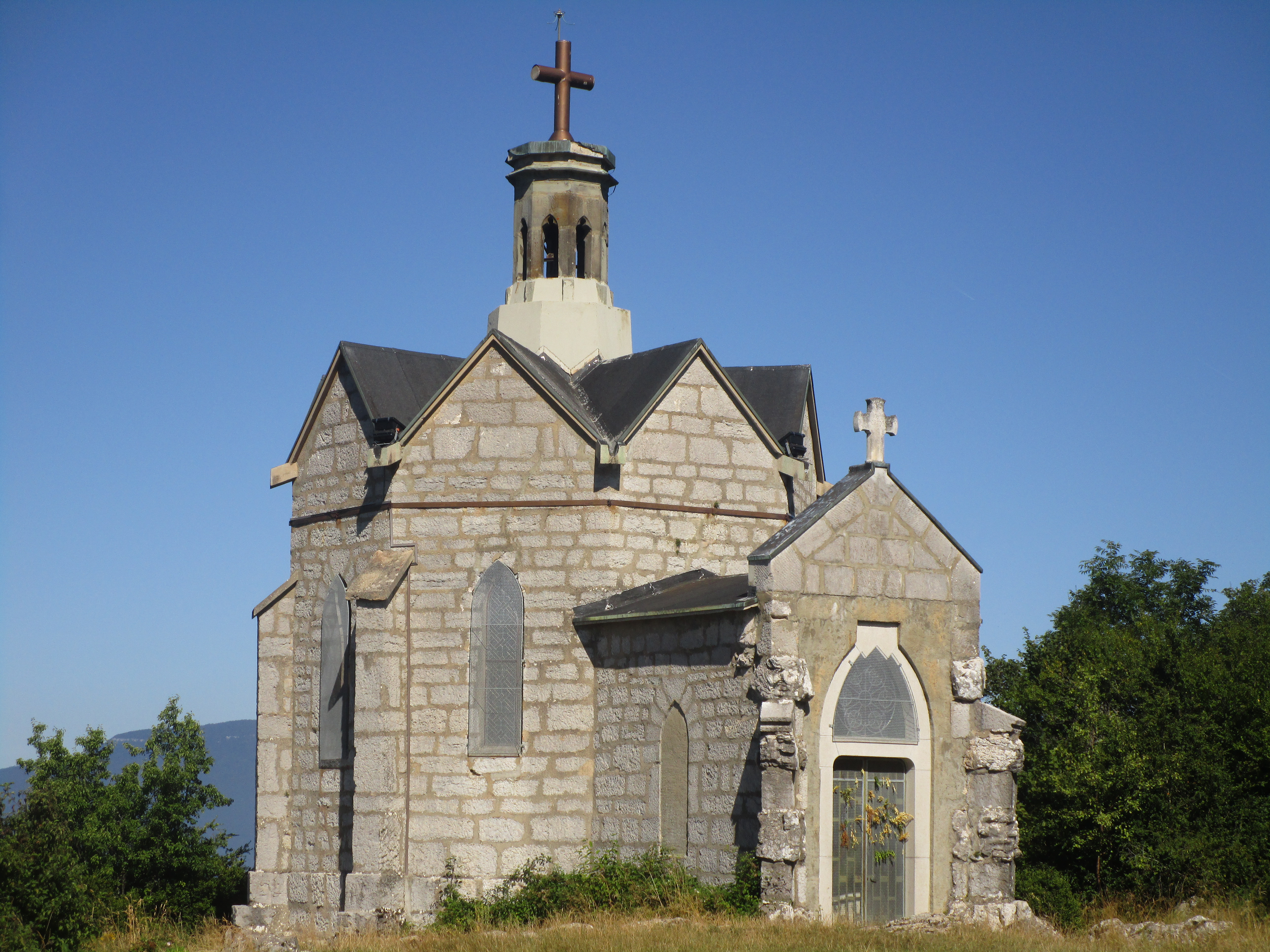
La chapelle du mont Saint-Michel en août 2016.
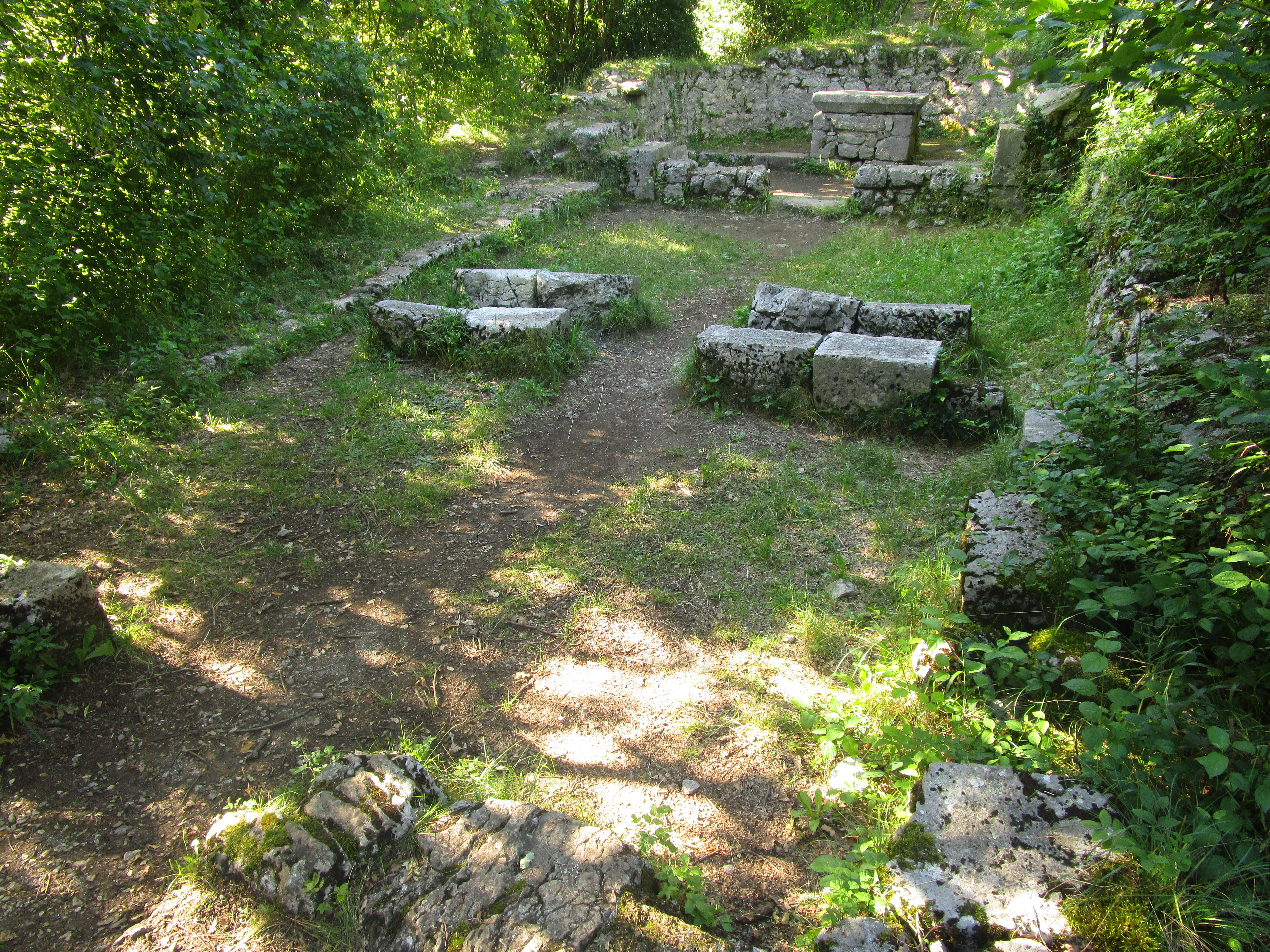
Les ruines de l’ancienne chapelle en août 2016.
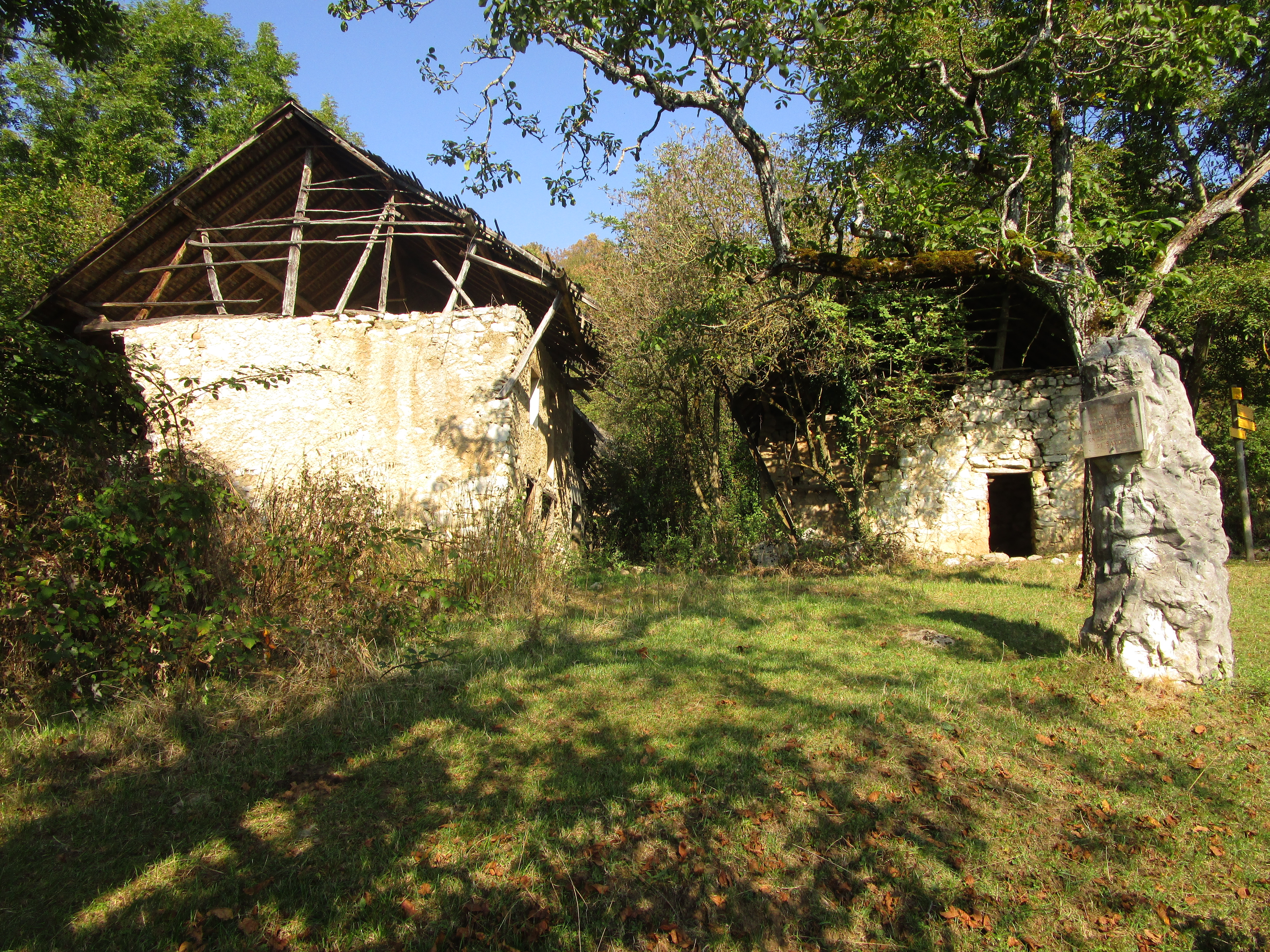
La ferme des résistants en septembre 2016.